# Ивашкин, Юрий Алексеевич
Ивашкин Юрий Алексеевич — советский и российский учёный в области компьютерных технологий, доктор технических наук, профессор, почётный работник высшей школы Российской Федерации; профессор кафедры «Компьютерные технологии и системы» Московского государственного университета пищевых производств, академик Международной академии информатизации и Международной академии системных исследований; член президиума и почётный доктор Международной ассоциации «Основные процессы и техника промышленных технологий», член Российской ассоциации искусственного интеллекта. Отмечен правительственными наградами, нагрудным знаком энциклопедии «Лучшие люди России» и почётными грамотами Министерства образования Российской Федерации. Научно-педагогический стаж более 40 лет.

## Основные даты биографии
- 1966—1969 гг. — аспирантура Московского энергетического института (МЭИ), кафедра автоматики и телемеханики;
- 1970 г. — МЭИ, защита кандидатской диссертации «Разработка и исследование матричной системы отображения оперативной информации» (спец. № 255 «Техническая кибернетика»);
- 1970—1976 гг. — доцент кафедры «Автоматизация производственных процессов» Московского. технологического института мясной и молочной промышленности (МТИММП);
- 1972—1973 гг. — научная стажировка в Венской Высшей технической школе, Вена, Австрия;
- 1974—1976 гг. — декан механического ф-та МТИММП;
- 1976—1989 гг. — заведующий кафедрой вычислительной техники и АСУ, проректор МТИММП по научной работе;
- 1989 г. — МХТИ им. Д. И. Менделеева, защита докторской диссертации «Структурная оптимизация технологических систем биотехнических комплексов» (спец. 05.13.16);
- 1989—1990 гг. — научная работа в университетах Нюрнберг-Эрланген и Пассау на кафедре «Исследование операций и теория систем» (проф. Б. Шмидт), Пассау, Германия;
- 1990—2010 гг. — заведующий кафедрой «Компьютерные технологии и системы» Московского государственного университета прикладной биотехнологии (МГУПБ).

## Основные результаты научной деятельности
Связаны с разработками интеллектуальных технологий идентификации и прогнозирования состояния больших систем в сложных ситуациях; созданием компьютерной многокритериальной экспертной системы адекватного питания человека; разработкой и реализацией мультиагентных имитационных моделей в универсальной системе имитации Simplex3. Подготовлены 2 доктора и 11 кандидатов технических наук.

## Публикации
Автор более 300 научных работ в области системного анализа, моделирования систем и теории принятия решений в прикладной биотехнологии, в том числе основные публикации:
- Ивашкин Ю. A. Структурный анализ и синтез человеко-машинных систем управления предприятием // Приборы и системы управления.-1978.-N7.- с.1-4.
- Ивашкин Ю. А. Вычислительная техника в инженерных расчетах. Учебник для вузов. — М.; Агропромиздат. 1989.-336с.
- Ивашкин Ю. А. Структурно-параметрическое моделирование и идентификация аномальных ситуаций в сложных технологических системах //Проблемы управления. — № 3, 2004, стр. 39-43.
- Ивашкин Ю. А. Системный анализ и исследование операций в прикладной биотехнологии. Учебное пособие. 2005 г., 198 стр.
- Ивашкин Ю. А. Мультиагентное имитационное моделирование больших систем. Учебное пособие. 2008 г., 238 стр.
- Ивашкин Ю. А. Агентные технологии моделирования и имитации рыночных систем // Научный вестник РАН «Теория и системы управления», № 4, 2008 — с. 153—162
- Ивашкин Ю. А. Мультиагентное имитационное моделирование процесса накопления знаний / Ивашкин Ю. А., Назойкин Е. А.// Программные продукты и системы. № 1, 2011. — С. 47-52
- Моделирование систем. Структурно-параметрические и агентно-ориентированные технологии : лабораторный практикум / Ю. А. Ивашкин, Е. А. Назойкин. — М. : МГУПБ, 2010. — 134 с.
- Ивашкин Ю. А. Мультиагентное моделирование в имитационной системе Simplex3. Уч-е пособие, М. Бином, Лаборатория знаний, 2016.-360 с.

## Основные заявки в Роспатент
- Роспатент № 2005613126 от 30.11.2005 г. «Экспертная система индивидуального питания — Food&Life[4]» (свидетельство об официальной регистрации программы для ЭВМ) / Рогов И. А., Титов Е. И., Ивашкин Ю. А., Кузнецов А. С., Никитина М. А., Митасева Л. Ф.
- Роспатент № 2007612733 от 03.05.2007 г. «Система структурно-параметрического моделирования и идентификации тепловой обработки мясных изделий»[5] (свидетельство об официальной регистрации программы для ЭВМ) / Беляева М. А., Ивашкин Ю. А., Юсупова А. А.
- Роспатент № 2008620240 от 18.06.2008 г. База данных основных характеристик продуктов питания, блюд, биологически активных и пищевых добавок, диет и заболеваний для составления рациона питания общего и профилактического назначения DBHL (Database Healthy Life)"[6]" / Ивашкин Ю. А., Никитина М. А., Бородий И. В., Пекарь Р. Б.
- Роспатент № 2009610141 от 11.01.2009 г. Экспертная система «Оценка качества рациона питания дифференцируемых групп студентов»[7] (свидетельство об официальной регистрации программы для ЭВМ) / Ивашкин Ю. А., Никитина М. А., Максименко Р. И.